# Annemarie Biechl

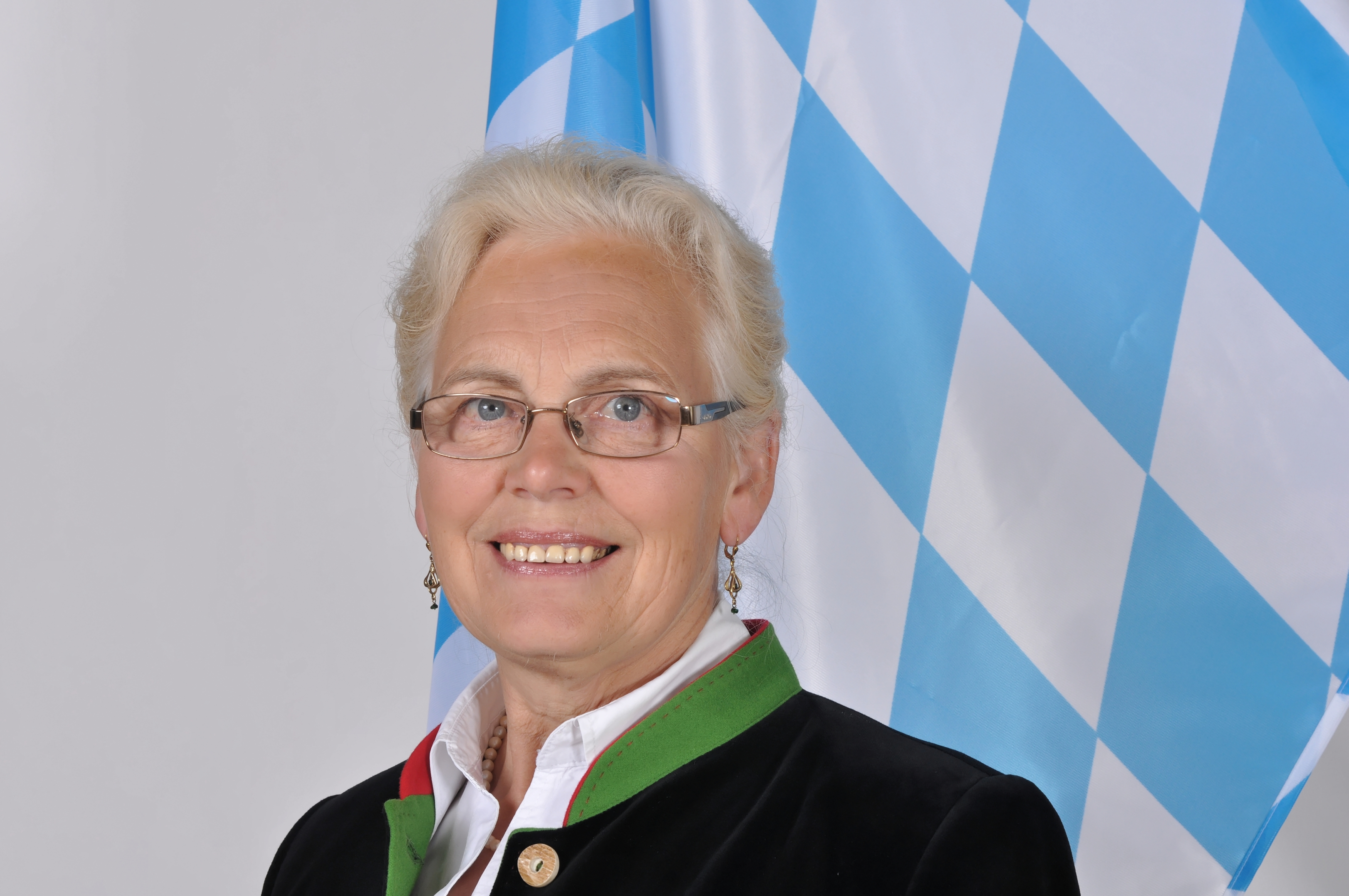
Annemarie Biechl (2012)

Annemarie Biechl (* 6. Februar 1949 in Gundelsberg) ist eine deutsche Politikerin der CSU und war Mitglied des Bayerischen Landtags.

## Leben
Seit 1991 ist Biechl Mitglied der CSU und wurde bereits 1996 Kreisrätin, bevor ihr 1998 der Sprung in den Kreisausschuss gelang. Im Landtag, dem sie vom 6. Oktober 2003 bis September 2013 angehörte, war sie Mitglied des Ausschusses für Sozial-, Gesundheits- und Familienpolitik. Sie war Mitglied des 16. und 17. bayerischen Landtags.
Ausbildung
- 1955–1963 Volksschule
- 1963–1966 Ausbildung zur Hauswirtschafterin

- 1967–1968 Fachschule
- 1971 Meisterbrief, bis 2003 Ausbilderin der ländlichen Hauswirtschaft

Berufsständiges Engagement
1996-2007 Kreisbäuerin des BBV im Landkreis Rosenheim
2002-2012 Bezirks- und Landesbäuerin BBV
Vorsitzende des bildungspolitischen Ausschusses des BBV
Mitglied im Landeskomitee der Katholiken in Bayern
Mitglied im Rundfunkrat.
Sie vertrat den Stimmkreis Rosenheim-West (Wahlkreis Oberbayern) im Landtag. Sie gehört dem Landesbeirat des Bayernbundes an und ist Mitglied im Rundfunkrat des Bayerischen Rundfunks. Im Jahr 2009 wurde sie mit dem Bayerischen Verdienstorden ausgezeichnet. Am 1. Dezember 2014 erhielt sie die Bayerische Verfassungsmedaille in Silber.